# Kalkreaktor
Unter einem Kalkreaktor versteht man eine Anlage zur Versorgung von Meerwasseraquarien mit den nötigen Mineralien.
Der Kalkreaktor wurde 1991 von Rolf Hebbinghaus erfunden. Rolf Hebbinghaus war Mitarbeiter des Löbbecke Museums in Düsseldorf und dort von 1989 bis 2019 Leiter der Meerwasserabteilung. Dort stand er vor dem Problem, die Bewohner eines großen Riffaquariums ausreichend mit allen nötigen Spuren- und Makroelementen zu versorgen.
Die Idee von R. Hebbinghaus war es, die beim Aufbau von Biomasse gebundenen Elemente wieder in Lösung zu bringen.
Die kleinpolypigen Steinkorallen sind die hauptsächlich am Riffaufbau beteiligten Lebewesen. Sie nehmen aus dem umgebenden Wasser verschiedene Spurenelemente (z. B. Strontium, Iod etc.) und Makroelemente (Kalzium, Magnesium etc.) auf und binden sie in ein festes Kalkskelett ein, auf dem sie dann weiter wachsen können. Gebildet wird dieses Kalkskelett über eine sog. Ausfällungsreaktion, d. h., die genannten Makroelemente werden so lange in das Korallengewebe eingelagert, bis sie eine Sättigungskonzentration erreichen und dann als feste, kristalline Struktur ausgefällt werden: Das Kalkskelett.
Um nun die lebenden Korallen mit allen notwendigen Elementen zu versorgen, hatte Rolf Hebbinghaus die naheliegende Idee, die Skelette abgestorbener Korallen in Lösung zu bringen und so für die lebenden Korallen wieder verwertbar zu machen.
Im Normalfall sind die festen Strukturen der Korallenskelette im leicht basischen Meerwasser unlösbar. Experimente zeigten aber, das bei pH-Werten im sauren Bereich, also unterhalb von pH 7, die Kalkskelette aufgelöst werden und somit ihre Bestandteile wieder verfügbar wurden.
Da es selbstverständlich nicht möglich ist den pH-Wert eines Meerwasseraquariums unter pH 7 zu senken, bestand die Aufgabe darin, ein geschlossenes System zu entwickeln, in dem Bruchstücke von Korallenskeletten einem sauren Wassermilieu ausgesetzt sind, um sie in Lösung zu bringen.

## Funktionsweise

Schematische Darstellung eines Kalkreaktors, bis heute eine der verbreitetsten Methoden der Kalkversorgung im Riffaquarium

In einer geschlossenen Reaktionskammer werden Bruchstücke von Korallenskeletten (Korallenbruch) durch Senkung des pH-Wertes mittels CO2-Zugabe gelöst. Aus dem Aquarium wird diese Reaktionskammer tröpfchenweise mit Wasser gespeist und durch eine interne Umwälzung mit dem zugeführten CO2 vermischt und gesäuert.
Das wieder austretende Wasser ist dann mit den gelösten Ionen der vorher gebundenen Elemente angereichert und tropft zurück ins Aquarium. Im Innern der Reaktionskammer sollte ein pH-Wert von etwa 6,0 bis 6,5 vorliegen, um eine bestmögliche Lösung zu erreichen. Das zugeführte CO2 wird an der Saugseite der Umwälzpumpe eingespeist, durch das Flügelrad der Pumpe dispergiert (zu kleinen Bläschen zerschlagen) und dann über die Druckseite in die Reaktionskammer eingespeist. Der saugseitige Anschluss der Umwälzpumpe sollte am höchsten Punkt der Reaktionskammer angeschlossen sein, um das sich dort sammelnde, nicht ausreagierte CO2 erneut aufzunehmen und wieder in die Reaktionskammer einzuspeisen.